# 國立政治大學政治學系
國立政治大學政治學系是隸屬於國立政治大學社會科學學院的學系之一，是華語圈知名政治學教育機構。為政大創校院系之一，並隨政大在台復校一同復設。該系在教學研究領域與校內東亞研究所、國際關係研究中心、選舉研究中心等單位合作，培育出多位政治學者與實際政治參與者。

## 沿革
1927年中國國民黨中央委員會決議設立中央黨務學校，以軍事訓練與社會科學教育培養黨政幹部，仍無大學體制的科系。北伐完成後國民政府進入訓政時期，中央黨務學校改組為中央政治學校，擴充發展大學部、研究部、各式專修班，下設政治系、財政系、地方自治系與社會經濟系。1930年政治學系與地方自治學系合併，改稱行政學系。隔年原法律組獨立為法律學系，1941年行政學系與法律學系合併為法政學系，下分法制及行政兩組。1945年抗戰結束後國民政府返回南京，中央政治學校與中央幹部學校合併為國立政治大學，法政學系改組為政治學系與法律學系並分屬政經學院與法學院。
中華民國政府遷台後，政治大學於1954年在臺復校同時復設行政研究所，隔年設立大學部並恢復政治學原名，羿年成立博士班，為台灣最早的政治學研究所，也是政大首個開設博士班之研究所。1958年政治學系人事行政組成立，1962年與美國密西根大學合作推動公共行政及企業管理教學計劃，籌備成立公共行政及企業管理教育中心，推行高階文官與管理人才的進修教育。同年原人事行政組更名公共行政組，該組並於隔年獨立為公共行政學系。

## 著名人物

### 系友
- 李元簇：曾任中華民國第八任副總統、中國國民黨副主席
- 邱創煥：曾任考試院院長、台灣省政府主席
- 孔德成：曾任考試院院長、總統府資政
- 高永光：曾任考試院副院長
- 林明成：華南金控現任副董事長、曾任董事長
- 郭俊次：曾任立法委員。
- 白秀雄：曾任台北市副市長、社會學學者
- 鄭安國：曾任行政院大陸委員會副主任委員。
- 徐立德：曾任財政部部長、經濟部部長、行政院副院長。
- 許信良：曾任民主進步黨黨主席、桃園縣縣長。
- 黃敏恭：行政院政務副秘書長
- 黃河清：曾任立法委員。
- 李永得：中央通訊社董事長、曾任文化部部長、行政院政務委員、客家委員會主委
- 杜善良：監察院委員
- 林鴻池：曾任立法委員
- 林鈺祥：曾任立法委員
- 黃德福：曾任立法委員、政治大學選舉研究中心主任
- 劉光華：立法委員、政大公行系副教授
- 盧修一：曾任立法委員
- 謝聰敏：曾任立法委員
- 張亞中：臺灣大學政治系教授、任務型國民大會代表
- 吳豐山：曾任行政院政務委员、公共電視董事長
- 吳育昇：立法委員
- 吳釗燮：外交部部長、曾任民進黨秘書長、陸委會主委、駐美大使
- 趙永清：立法委員; 監察委員
- 詹春柏：中國國民黨副主席、曾任總統府秘書長
- 蘇逸洪：華視新聞主播
- 金惟純：商業周刊執行長
- 姚文智：曾任立法委員、行政院新聞局局長
- 江春男：前國家安全會議副秘書長
- 周柏雅：曾任台北市議會副議長
- 江肇國：民進黨台中市議員
- 劉義周：前中央選舉委員會主任委員
- 金耀基：曾任香港中文大學校長
- 胡春惠：歷史學家
- 楊人捷：前台灣惠普科技董事長; 現任無敵科技股份有限公司董事長
- 樊祥麟：前任中央通訊社社長
- 司馬翎：作家
- 陳明珠：主持人
- 徐巧芯：國民黨台北市議員; 現任立法委員
- 趙春山：國際關係學者、國民黨籍兩岸幕僚
- 凌濤：國民黨桃園市議員

## 外部連結
- 官方网站（页面存档备份，存于）

|  |